# 奈良市立平城小学校
奈良市立平城小学校（ならしりつ へいじょうしょうがっこう）は奈良県奈良市秋篠町にある公立小学校。

## 概要
奈良市の郊外に位置し、かつ平城京の北部に位置し、奈良時代において宮人が花をかざして往来した秋篠路や外山の里であったという宮域であり、古墳や天皇陵などが多数点在する、すぐれた歴史的風土や農地、自然環境抜群な土地であったが、その後、高度経済成長期を機にし、大阪・京都のベッドタウンに変貌しており、現在は宅地開発が進んでいるが、豊かな自然も残っている。また、奈良大学の通学路となっており、通学中は原付バイクに注意する必要がある。

## 沿革
- 1875年3月2日 - 疋田小学校の分校として、秋篠小学校、押熊小学校を設置。
- 1880年5月1日 - 秋篠小学校、押熊小学校として独立する。
- 1883年10月5日 - 秋篠小学校、押熊小学校と統合する。
- 1887年2月1日 - 佐紀小学校所属山陵村の児童を合併。
- 1887年4月1日 - 学制変更により三邑尋常小学校と改称。
- 1887年10月3日 - 村名をとって平城尋常小学校と改称し、創立記念日とする。
- 1895年7月29日 - 平城村秋篠字1394、1558番地に新校舎落成。
- 1901年4月1日 - 高等科を設置し平城尋常高等小学校と改称。
- 1941年4月1日 - 平城国民学校と改称。
- 1947年4月1日- 平城村立平城小学校と改称。
- 1951年3月15日 - 奈良市併合により、奈良市立平城小学校と改称。
- 1965年4月1日 - 校区変更により椋谷の児童を奈良市立鶴舞小学校へ分離。
- 1966年4月4日 - 校区変更により敷島町の児童を奈良市立あやめ池小学校へ分離。

## クラス数・児童数
- 1年 - 4クラス110人
- 2年 - 4クラス106人
- 3年 - 4クラス123人
- 4年 - 4クラス126人
- 5年 - 4クラス115人
- 6年 - 4クラス119人
- 合計 - 24クラス669人

（2009年6月12日現在）

## 校区
- 押熊町（市道ならやま大通り以南）・中山町（平城西小学校区を除く）・秋篠町・山陵町（都跡小学校区に属す字山上を除く）・歌姫町（左京小学校区を除く）。
  - 押熊町のうち、市道ならやま大通り以北は東登美ヶ丘小学校の校区。

## 卒業後の進路
- 奈良市立平城中学校

## 校区が隣接している学校
- 奈良市立平城西小学校
- 奈良市立西大寺北小学校
- 奈良市立都跡小学校
- 奈良市立佐保川小学校
- 奈良市立左京小学校
- 奈良市立朱雀小学校
- 奈良市立ならやま小中学校
- 奈良市立東登美ヶ丘小学校